# Europaio
O europaio é um idioma reconstruído que se baseia nos dialetos europeus do antigo indo-europeu e, portanto, sobre as antigas línguas bálticas, celtas, germânicas, itálicas e eslavas. O projeto de reconstrução foi lançado em 2004 por membros da universidade de Extremadura. O principal objetivo da reconstrução é criar um idioma auxiliar comum para a União Europeia.

## Relações externas
- Grupo Dnghu
- Página de Sindhueuropaiom
- Notícias de Terra.es